# Oedipina taylori
Espèce
Statut de conservation UICN

 EN  : En danger
Oedipina taylori est une espèce d'urodèles de la famille des Plethodontidae.

## Répartition
Cette espèce est endémique de l'Amérique centrale. Elle se rencontre entre 1 000 et 2 000 m d'altitude :
- dans le sud-est du Guatemala ;
- dans le sud du Honduras ;
- au Salvador.

## Étymologie
Cette espèce est nommée en l'honneur d'Edward Harrison Taylor.

## Publication originale
- Stuart, 1952 : Some new amphibians from Guatemala. Proceedings of the Biological Society of Washington, vol. 65, p. 1-12 (texte intégral).